# Klejnot w koronie
Klejnot w koronie (ang. The Jewel in the Crown) – brytyjski serial telewizyjny zrealizowany na podstawie cyklu powieści Paula Scotta znanych pod wspólnym tytułem Kwartet Angloindyjski (tytuł wzięto od pierwszego tomu cyklu The Jewel in the Crown, wydanego w Polsce pod tytułem Klejnot korony).
Zdjęcia kręcono w Manchesterze oraz w Indiach (m.in. Udajpur, Shimla, Mysuru, Kaszmir).
Serial był emitowany premierowo od 9 stycznia do 3 kwietnia 1984 na antenie stacji ITV. W Polsce był nadawany w drugiej połowie lat 80.

## Fabuła
Serial ukazuje złożone relacje między Hindusami a rządzącymi nimi Brytyjczykami w Indiach pod brytyjskim panowaniem w okresie II wojny światowej.

## Obsada
- Tim Pigott-Smith jako Ronald Merrick
- Geraldine James jako Sarah Layton
- Art Malik jako Hari Kumar
- Wendy Morgan jako Susan Layton
- Judy Parfitt jako  Mildred Layton
- Charles Dance jako Guy Perron
- Rosemary Leach jako ciotka Fenny
- Peggy Ashcroft jako Barbie Batchelor
- Geoffrey Beevers jako Kevin Coley
- Eric Porter jako Dimitri Bronowsky
- Nicholas Le Prevost jako Nigel Rowan
- Derrick Branche jako Ahmed Kasim

## Tytuły odcinków
1. Crossing the River
2. The Bibighar Gardens
3. Questions of Loyalty
4. Incidents at a Wedding
5. The Regimental Silver
6. Ordeal by Fire
7. Daughters of the Regiment
8. The Day of the Scorpion
9. The Towers of Silence
10. An Evening at the Maharanee's
11. Travelling Companions
12. The Moghul Room
13. Pandora’s Box
14. A Division of the Spoils

## Nagrody
Serial zdobył 11 nagród, w tym: 
- Nagrody Emmy – dla odcinka Crossing The River (1984) i dla najlepszego serialu (1985),
- Nagrody Telewizyjne Akademii Brytyjskiej – dla najlepszego serialu dramatycznego, dla Tima Pigott-Smitha i Peggy Ashcroft jako najlepszych aktorów (1985; w kategorii Najlepsza rola żeńska, wszystkie cztery nominacje otrzymały aktorki z serialu, oprócz Ashcroft także: Geraldine James, Judy Parfitt i Susan Wooldridge; w kategorii męskiej nominowani byli także Charles Dance i Art Malik) oraz za najlepszą charakteryzację i kostiumy,
- Złoty Glob dla najlepszego serialu telewizyjnego (1986).

Serial zajął 22. miejsce na liście „100 największych brytyjskich programów telewizyjnych” sporządzonej przez Brytyjski Instytut Filmowy w 2000 r.